# Sokole (gmina Czarne)
Sokole (niem. Falkenwalde) – wieś w Polsce położona w województwie pomorskim, w powiecie człuchowskim, w gminie Czarne.
Wieś królewska starostwa czarneńskiego w powiecie człuchowskim województwa pomorskiego w II połowie XVI wieku.  W latach 1975–1998 miejscowość położona była w województwie słupskim.
Inne miejscowości o nazwie Sokole: Sokole, Sokole Pole, Sokole-Kuźnica, Sokolec, Sokolenie